# Lijst van bouwwerken van Piet Kramer
Dit is een (onvolledige) lijst van bouwwerken en stedenbouwkundige plannen van de Nederlandse architect Piet Kramer.
Kramer wordt gezien als een van de belangrijkste vertegenwoordigers van de Amsterdamse School. Naast gebouwen als de Haagse Bijenkorf ontwierp Kramer ook vele bruggen in Amsterdam.
| Naam                                      | gebouwd   | locatie                                                         | stijl                               | bijzonderheden | foto |
| ----------------------------------------- | --------- | --------------------------------------------------------------- | ----------------------------------- | --- | ---- |
| Marinebondsgebouw De Burcht               | 1914      | Den Helder                                                      | Amsterdamse school                  | Eerste gebouw door Kramer ontworpen als zelfstandig architect. Verloren gegaan na bombardement in 1940.                                                                                   |      |
| Scheepvaarthuis                           | 1913-1916 | Prins Hendrikkade 108, Amsterdam                                | Amsterdamse School                  | Ontworpen samen met Jan van der Mey (hoofdarchitect) en Michel de Klerk |      |
| Van der Helstplein 7-17                   | 1916-1921 | Van der Helstplein 7-17, Amsterdam                              | Amsterdamse School                  | Een van de vroegste ontwerpen woningbouw, sinds 2004 rijksmonument |      |
| Brug 43                                   | 1921      | Leidsestraat / Keizersgracht, Amsterdam                         | Amsterdamse School                  | Brug is een rijksmonument en heeft een beeldhouwwerk van Hildo Krop. |      |
| P.L. Kramerbrug                           | 1921      | Over het Amstelkanaal, tegenover Amstelkade 1                   | Expressionisme, Amsterdamse School  | Brug is vernoemd naar Kramer en is met de omgeving (vier brughuisjes, met beeldhouwwerken van Hildo Krop) rijksmonument                                                                   |      |
| Woningcomplex De Dageraad                 | 1923      | P.L. Takstraat / Burg. Tellegenstraat, Amsterdam                | Amsterdamse School                  | Woningcomplex in meerdere straten. Samen met Michel de Klerk ontworpen. |      |
| Haagse Bijenkorf                          | 1924-1926 | Grote Marktstraat 55, Den Haag                                  | Amsterdamse School                  | Het originele houten trappenhuis is nog aanwezig. Het glas in lood is volledig gerenoveerd.                                                                                               |      |
| Vierwindstrekenbrug                       | 1925      | Jan van Galenstraat, Amsterdam                                  |                                     | Brug is gelegen over de Admiralengracht in Amsterdam-West. De brug is ontworpen door Kramer, de beelden zijn onder andere van Hildo Krop (de vier streken), Jaap Kaas en Hubert van Lith. |      |
| Huizenblok Coöperatiehof                  | 1925-1928 | Burg. Tellegenstraat, Amsterdam                                 | Invloeden van de Amsterdamse School | Blok bestaat uit woningen en winkels. De bouwstijl is niet zuiver Amsterdamse School. |      |
| Lyceumbrug                                | 1926-1927 | Olympiaplein, Amsterdam                                         | Amsterdamse School                  | Brug is samen met de aan weerszijden geplaatste brughuisjes ingeschreven als rijksmonument.                                                                                               |      |
| Leeszaal Coöperatiehof                    | 1926-1927 | Coöperatiehof 14, Amsterdam                                     | Amsterdamse School                  | Het gehele hof is tot rijksmonument verklaard. De leeszaal heeft ook dienstgedaan als bibliotheek en vergaderzaal.                                                                        |      |
| Coöperatiehof                             | 1926-1928 | Coöperatiehof, Amsterdam                                        | Amsterdamse School                  | U-vormig blok arbeiderswoningen, rijksmonument. |      |
| Barbiersbrug                              | 1928      | Over het Amstelkanaal, tegenover Amstelkade 43                  | Expressionisme, Amsterdamse School  | Brug loopt van de Ferdinand Bolstraat naar de Scheldestraat, met vier brughuisjes en beeldhouwwerk van Hildo Krop, rijksmonument                                                          |      |
| Villa                                     | 1929      | Merellaan, Aerdenhout                                           |                                     | |      |
| Dubbel woonhuis                           | 1930      | Olympiaplein 2-4, Amsterdam                                     | Amsterdamse School                  | |      |
| Kinderbrug                                | 1930-1931 | Over de Boerenwetering, bij Muzenplein 1, Amsterdam             | Expressionisme                      | Op twee hoeken zijn beeldhouwwerken aangebracht, voorstellende een meisje met eekhoorn en een jongen met konijntjes.                                                                      |      |
| Nationaal Monument voor het Reddingswezen | 1934-1935 | Helden der Zeeplein, Den Helder                                 | Amsterdamse School                  | Ontworpen samen met Theo Vos, Jan Schultsz en Gerrit van de Veen. Het monument met omliggend plantsoen zijn verklaard tot rijksmonument.                                                  |      |
| Van Buurenmonument                        | 1936      | Tegenover Coöperatiehof 14, Amsterdam                           | Amsterdamse School                  | Monument ontworpen ter herinnering aan L. van Buuren. Monument en omliggende bebouwing zijn onderdeel van het Coöperatiehof en allemaal benoemd tot rijksmonument.                        |      |
| Brug 307 (Riekerhavenbrug)                | 1942      | Jaagpad, Amsterdam                                              |                                     | Een fiets- en voetgangersbrug vlak bij de Uiverbrug. De Uiverbrug is vernoemd naar de Uiver en net als dat vliegtuig grotendeels van aluminium.                                           |      |
| Vondelbrug                                | 1947      | Vondelpark, Amsterdam                                           |                                     | Onder de brug zijn reliëfs van de hand van Hildo Krop geplaatst. |      |
| Brug 604                                  | 1953      | Burg. Röellstraat over Burg. Cramergracht, Amsterdam Nieuw-West |                                     | Met pergola's |      |
| Omvalbrug                                 | 1953      | Spaklerweg over de Weespertrekvaart                             |                                     | |      |